# Actinote pallasinia
Actinote pallasinia är en fjärilsart som beskrevs av Charles Oberthür 1917. Actinote pallasinia ingår i släktet Actinote och familjen praktfjärilar. Inga underarter finns listade i Catalogue of Life.